# 先進醫療和魔法沒兩樣
《先進醫療和魔法沒兩樣》是津田彷徨原創兼醫療監修、瀧下信英繪畫、並在2021年連載於《月刊Morning two》的奇幻漫畫作品。
本作講述一位名為天海唯人的醫生轉生至異世界發展先進醫療技術的故事。

## 故事簡介
天海唯人是位大學醫院轉院至位於偏遠島嶼上無醫村莊的西和島診所的醫生。無論他的同事和醫院工作人員都希望他留下，他依舊選擇去往偏遠的島嶼。然而，天海剛抵達就突然被傳送到一座神秘的山上。映入天海眼簾的是未知的世界，有神秘的黏液狀生物、獸耳少女、甚至有巨大的奇美拉。在遇見獸耳少女並發現少女患有過敏性休克时，天海僅靠一些醫療工具和自己的知識幫助少女克洛涅對抗疾病。

## 登場人物

### 主要人物
天海唯人
本作主角，只要傷者或病人在眼前、無論是敵人與否都會拯救的醫生。在調往離島的無醫村首日時雷劈中而轉生至異世界。

## 創作
原作作者津田彷徨本身是一名內科醫師，創建本作的原因是先前曾編寫《Fate/Grand Order》的小說選集而發現自身喜歡寫作、想嘗試將成為系題材和醫療系合拼、描繪現代醫學使用在獸人等相似生物體上的效果與現代人之間的差異、以及講談社編輯部提議《轉生異世界×醫生》的計劃。本作創作靈感來源來自美國的先進醫療水準。除此之外，原作作者津田彷徨諮詢數位醫師協助監督內容。

## 出版書籍
日文版单行本於2022年5月9日由講談社代理發售、中文版則於2023年11月27日由東立出版社發行。截至第六卷已累計發售40萬部。

### 漫畫
| 卷數 | 讲谈社         | 讲谈社                 | 東立出版社     | 東立出版社             |
| 卷數 | 發售日期       | ISBN                   | 發售日期       | ISBN                   |
| ---- | -------------- | ---------------------- | -------------- | ---------------------- |
| 1    | 2022年5月9日   | ISBN 978-4-065-27686-0 | 2023年11月27日 | ISBN 978-626-347-275-4 |
| 2    | 2022年9月22日  | ISBN 978-4-065-29085-9 | 2025年5月5日   | ISBN 978-626-02-3514-7 |
| 3    | 2023年1月23日  | ISBN 978-4-065-30232-3 |                |                        |
| 4    | 2023年7月21日  | ISBN 978-4-065-31840-9 |                |                        |
| 5    | 2023年11月22日 | ISBN 978-4-065-33701-1 |                |                        |
| 6    | 2024年3月22日  | ISBN 978-4-065-34951-9 |                |                        |
| 7    | 2024年7月23日  | ISBN 978-4-065-35702-6 |                |                        |
| 8    | 2024年11月21日 | ISBN 978-4-065-37459-7 |                |                        |
| 9    | 2025年3月21日  | ISBN 978-4-065-38606-4 |                |                        |

## 外部連結
- Comic Days （页面存档备份，存于） - 漫畫（日語）
- Magazine Pocket （页面存档备份，存于） - 漫畫（日語）